# Bigmouth Strikes Again
Bigmouth Strikes Again è un brano della band inglese The Smiths, pubblicato il 19 maggio del 1986 dalla Rough Trade come secondo singolo estratto dall'album The Queen Is Dead.
Il disco raggiunse la posizione numero 26 della Official Singles Chart.

## Realizzazione
(Morrissey intervistato dal Melody Maker, 1987)
Prodotto dagli stessi Smiths, il brano venne registrato presso gli studi RAK di Londra nell'agosto del 1985. Prima della pubblicazione di Bigmouth, gli Smiths erano rimasti impantanati, già da nove mesi, in dispute contrattuali con la Rough Trade la quale, a sua volta, era abbastanza preoccupata che questo lungo periodo di inattività del gruppo, il più lungo della loro carriera, potesse negativamente condizionare la risposta del pubblico. Il responsabile della label, Geoff Travis, pensò quindi che There Is a Light That Never Goes Out dovesse segnare il ritorno discografico del gruppo, scontrandosi con le perplessità della band che, soprattutto per voce del chitarrista Johnny Marr, sembrava determinata invece a volere l'uscita di Bigmouth come successivo singolo.
(Johnny Marr intervistato da Guitar Player, 1990)
Durante le session, Morrissey, decise di sperimentare differenti effetti sulla sua voce soprattutto attraverso l'uso di un armonizzatore con cui aumentava, ad esempio, di un'ottava il tono della linea vocale. Come risultato riuscì ad ottenere un effetto (il cosiddetto pitch-shift) che rendeva il suo cantato un misto tra il falsetto e la voce femminile. La cosa piacque molto anche al resto della band che quindi decise di utilizzare l'effetto in alcune canzoni dell'album, tra cui appunto Bigmouth, sostituendo la seconda voce, inizialmente registrata da Kirsty MacColl, con quella effettata di Morrissey, poi venne accreditata, nelle note di copertina del disco, con il nome Ann Coates: un gioco di parole con Ancoats, un distretto periferico di Manchester).. "Abbiamo accreditato quei cori ad Ann Coates, ma in realtà è uno scherzo" disse Johnny Marr "è solo il nome di un luogo di Manchester e la voce è davvero quella di Morrissey accelerata".
Nel testo Morrissey dipinge se stesso come una Giovanna d'Arco, un incompreso, ma anche uno che parla troppo (Bigmouth) e che quindi finirà per essere bruciato vivo (And now I know how Joan of Arc felt / Now I know how Joan of Arc felt / As the flames rose to her roman nose / And her hearing-aid started to melt). L'auricolare (hearing-aid) che Giovanna d'Arco indosserebbe nel testo, è un chiaro riferimento al vezzo del cantante (all'inizio della carriera) di indossarne uno durante i concerti e le apparizioni televisive (famosa quella a Top of the Pops).

## Copertina
La copertina ritrae una foto di James Dean, realizzata da Nelva Jean Thomas. Dean era un idolo per Morrissey, tanto da dedicargli anche un libro, intitolato James Dean is not dead.
(Morrissey intervistato da Smash Hits, 1984)
Sul vinile dei 7" e del 12" sono incise le frasi: BEWARE THE WRATH TO COME / TALENT BORROWS, GENIUS STEALS. La prima incisione è tratta da Hobson il tiranno, uno dei film preferiti di Morrissey, diretto da David Lean nel 1954 e vincitore dell'Orso d'Oro al Festival di Berlino. La seconda frase è, invece, una rima di Oscar Wilde.

## Cover
Bigmouth Strikes Again, nel corso degli anni, è stato interpretato da diverse band, tra cui: Treepeople, The Entertainment System, Balance and Composure e Slapshot. Una versione del brano è stata inserita dai Placebo come b-side del loro singolo Nancy Boy, oltre che nell'edizione speciale di Sleeping with Ghosts e sulla compilation/tributo The Smiths Is Dead. Noel Gallagher ha tratto ispirazione da questa canzone per un brano degli Oasis dal titolo My Big Mouth.

## Tracce
- UK 7"

1. Bigmouth Strikes Again - 3:12
2. Money Changes Everything - 4:40

- UK 12"

1. Bigmouth Strikes Again - 3:12
2. Money Changes Everything - 4:40
3. Unloveable - 3:54

## Formazione
- Morrissey – voce
- Johnny Marr – chitarra, pianoforte
- Andy Rourke – basso
- Mike Joyce – batteria